# Ciutat de les Arts i les Ciències

Das Logo in Valencianisch

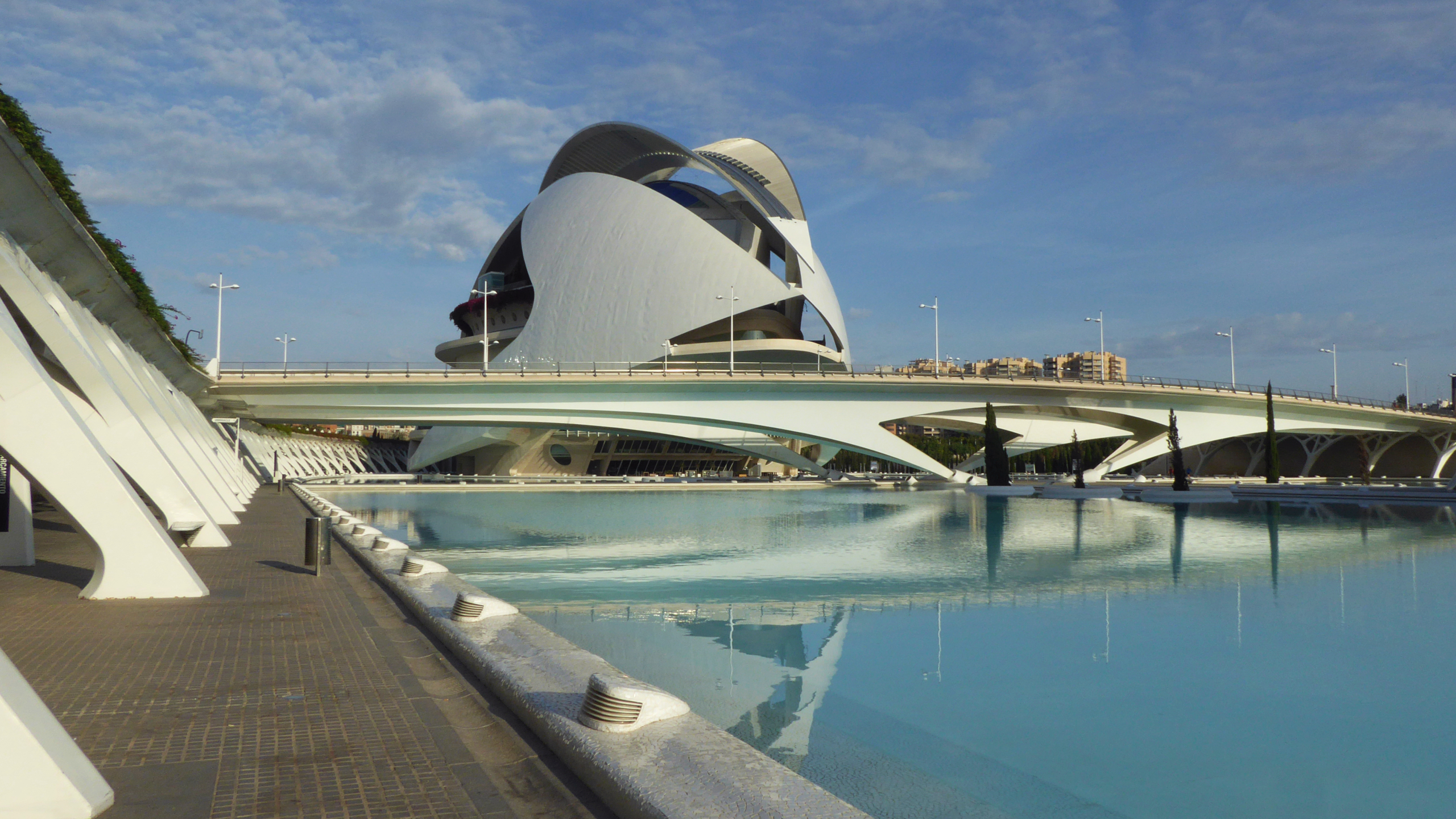
Ciutat de les Arts i les Ciències: Ensemble mit Superficies de Agua und Pont de Montolivet sowie El Palau de les Arts Reina Sofía (2005)

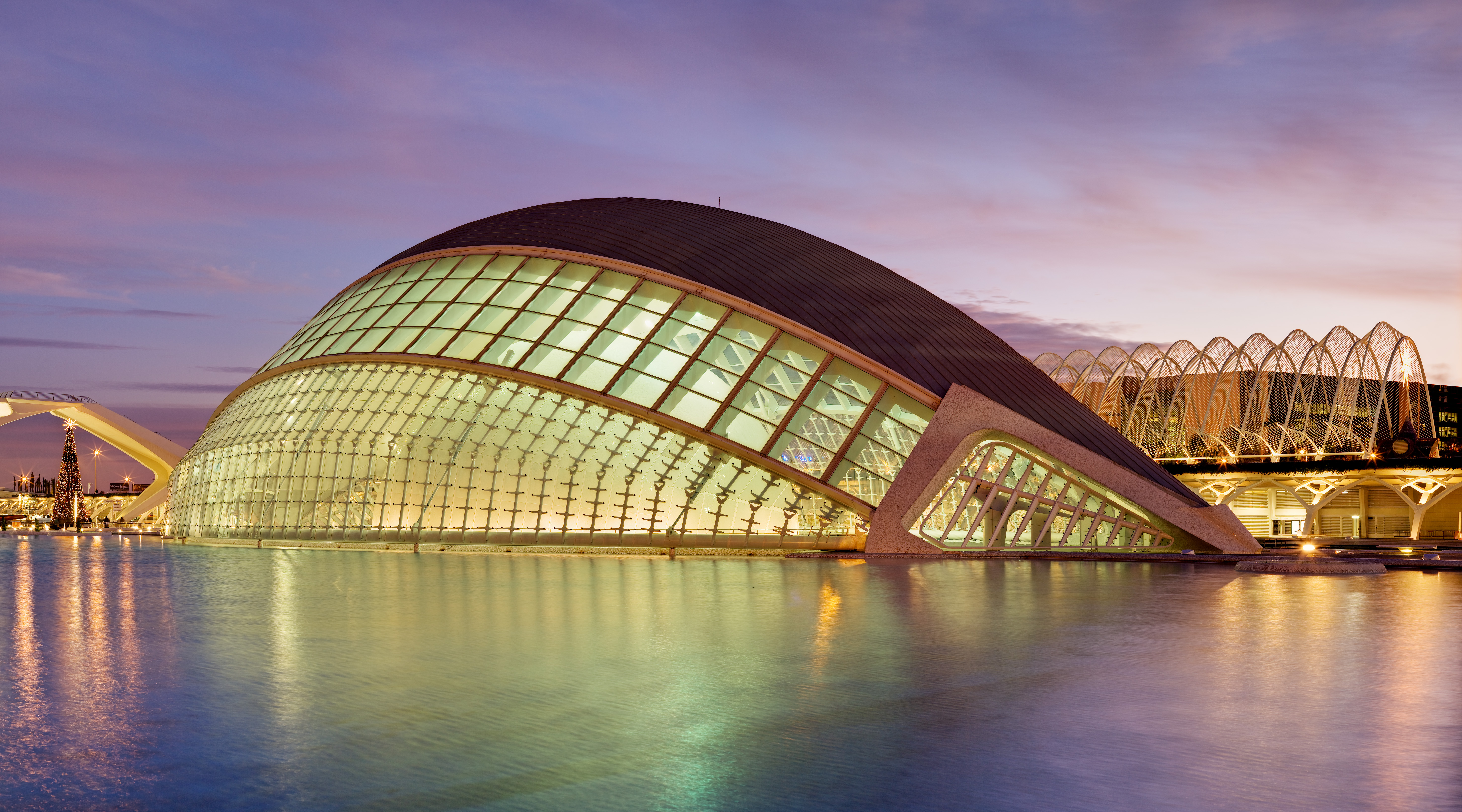
Das 3D-Kino L'Hemisfèric

Die Ciutat de les Arts i les Ciències (span. Ciudad de las Artes y las Ciencias, dt. Stadt der Künste und der Wissenschaften) ist ein kultureller und architektonischer Gebäude- und Parkkomplex in Valencia, Spanien. Das moderne Wahrzeichen der Stadt liegt im trockengelegten Flussbett des Turia. 

## Geschichte
Der Komplex wurde von den spanischen Architekten Santiago Calatrava und Félix Candela entworfen und am 16. April 1998 mit der Eröffnung des L’Hemisfèric feierlich eingeweiht. 
Im Zuge der spanischen Wirtschaftskrise, in der die Region Valencia 2012 ihre Zahlungsunfähigkeit verkünden musste, wurden mehrere der Gebäude geschlossen und ein Teil des Personals entlassen.

## Gebäude-Ensemble
Die Stadt der Künste und der Wissenschaften besteht aus den folgenden Gebäuden (gereiht nach Einweihungsdatum):
- L’Hemisfèric

Das IMAX-3D-Kino, Planetarium und Laserium ist als sich öffnendes und schließendes Auge auf ca. 13.000 m² konstruiert worden.
- Museu de les Ciències Príncep Felip

In diesem dreistöckigen, interaktiven Wissenschaftsmuseum wird eine Auswahl von Naturgesetzen anschaulich illustriert.
- L’Umbracle

Eine Grünanlage, die als Zugangsbereich zur Ciudad de las Artes y las Ciencias geplant wurde. In seinem Inneren beherbergt das Gebäude den Paseo de las Esculturas mit zahlreichen Skulpturen zeitgenössischer Künstler umgeben von einer artenreichen Pflanzenwelt. Im Sommer dient L'Umbracle als Outdoor-Nachtklub und im Inneren befindet sich der Klub Mia, welcher das ganze Jahr über geöffnet hat.
- L’Oceanogràfic

Mit 110.000 m² das größte Aquarium Europas, mit einer Vielzahl von Ozeanbewohnern z. B. aus dem Mittelmeer, Fische der freien Ozeane und Riffbewohner, Haie, Makrelenschwärme, Delfinarium, Arktis- und Antarktis-Bewohner (Weißwale, Pinguine, Walrosse), Küstenbewohner (z. B. Seelöwen) etc. Der Bau wurde von dem Betonschalen-Pionier Félix Candela in Form einer Wasserlilie geplant.
- Palau de les Arts Reina Sofía

Ein extravaganter Opern- und Musikpalast mit vier Sälen auf 37.000 m² Gesamtfläche; die Baukosten betrugen rund 300 Millionen Euro. Das Opernhaus wurde am 25. Oktober 2006 eröffnet.
- Pont de l’Assut de l’Or

Eine Schrägseilbrücke, deren 125 Meter hoher Pylon den höchsten Punkt der Stadt bildet.
- L’Àgora

Ein geschlossener Veranstaltungsplatz, in dem u. a. Konzerte, Ausstellungen und Sportveranstaltungen (z. B. Eislaufplatz oder das Tennisturnier Valencia Open 500) stattfinden.

## Abbildungen

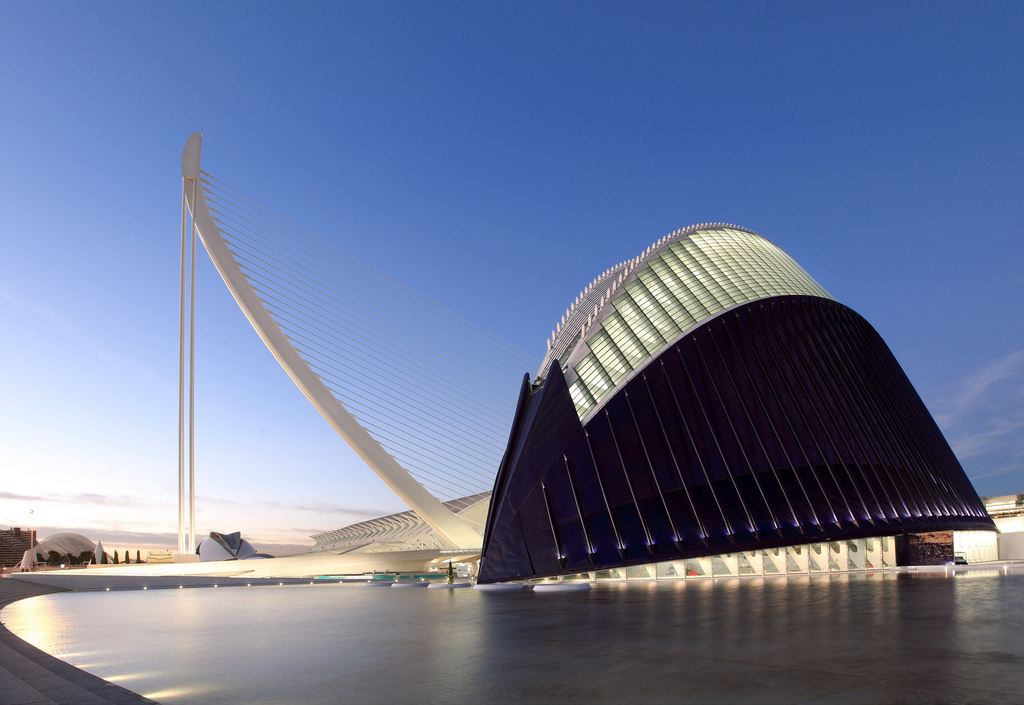
L’Àgora
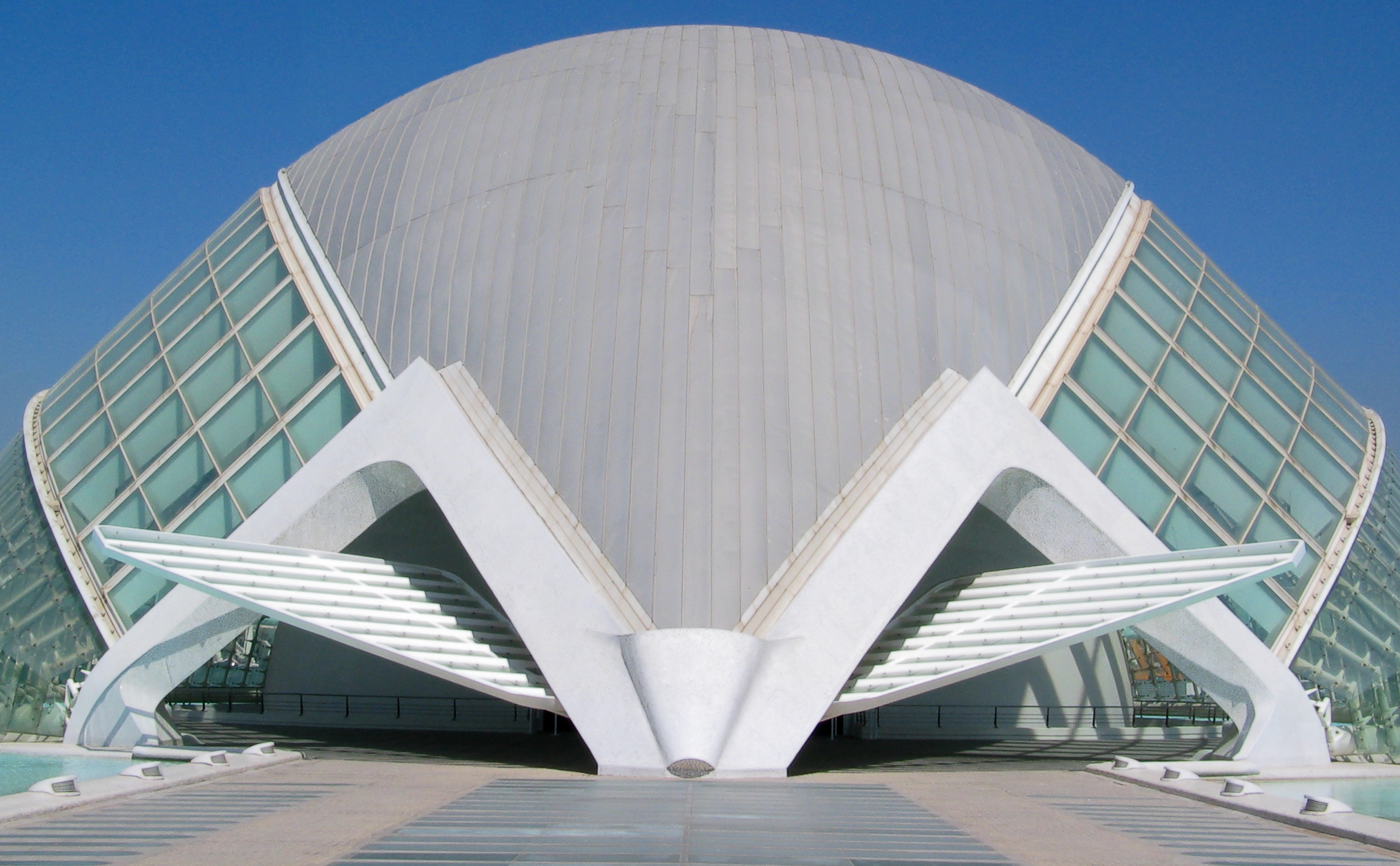
L'Hemisfèric
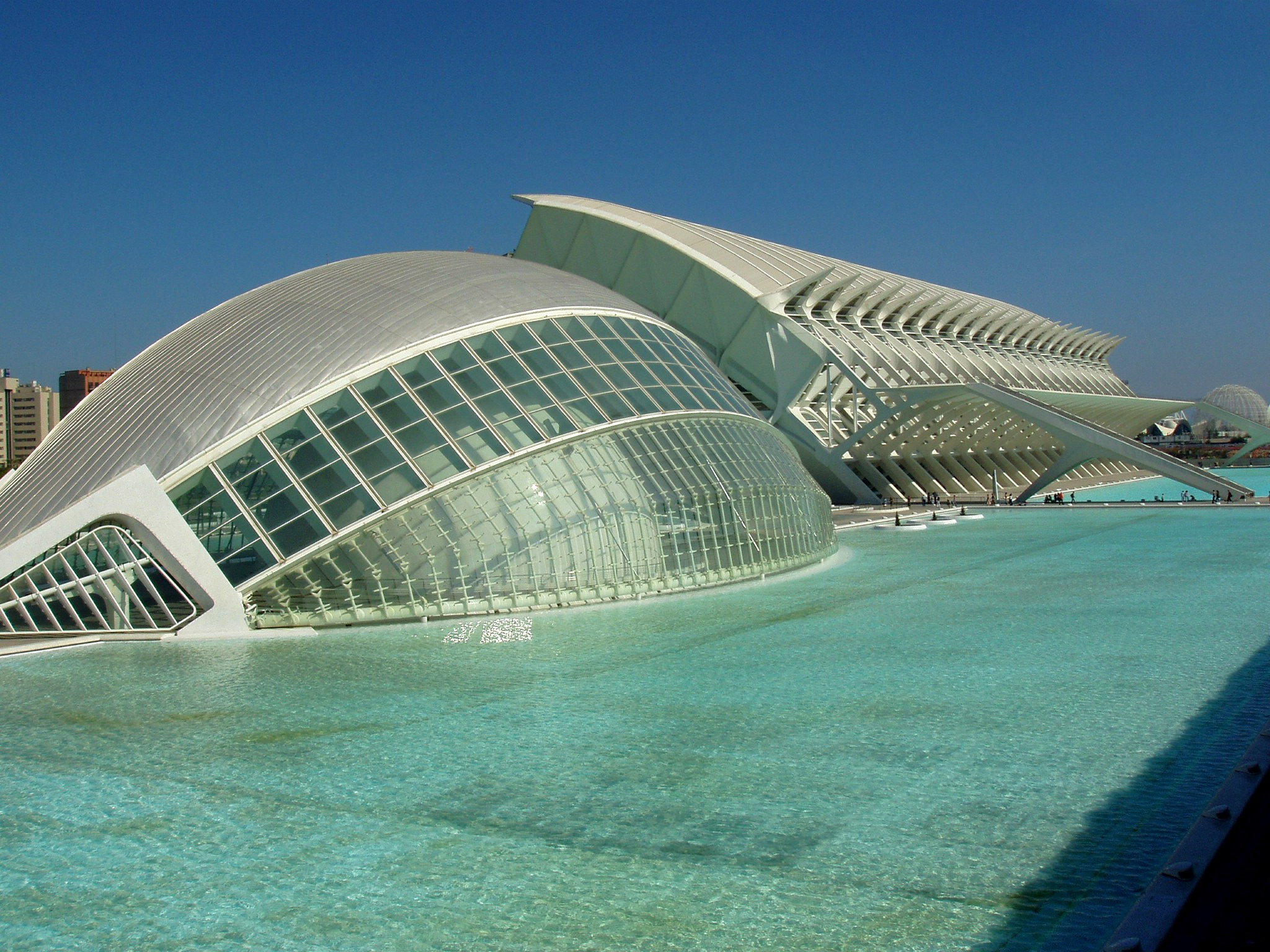
L'Hemisfèric mit Museu de les Ciències
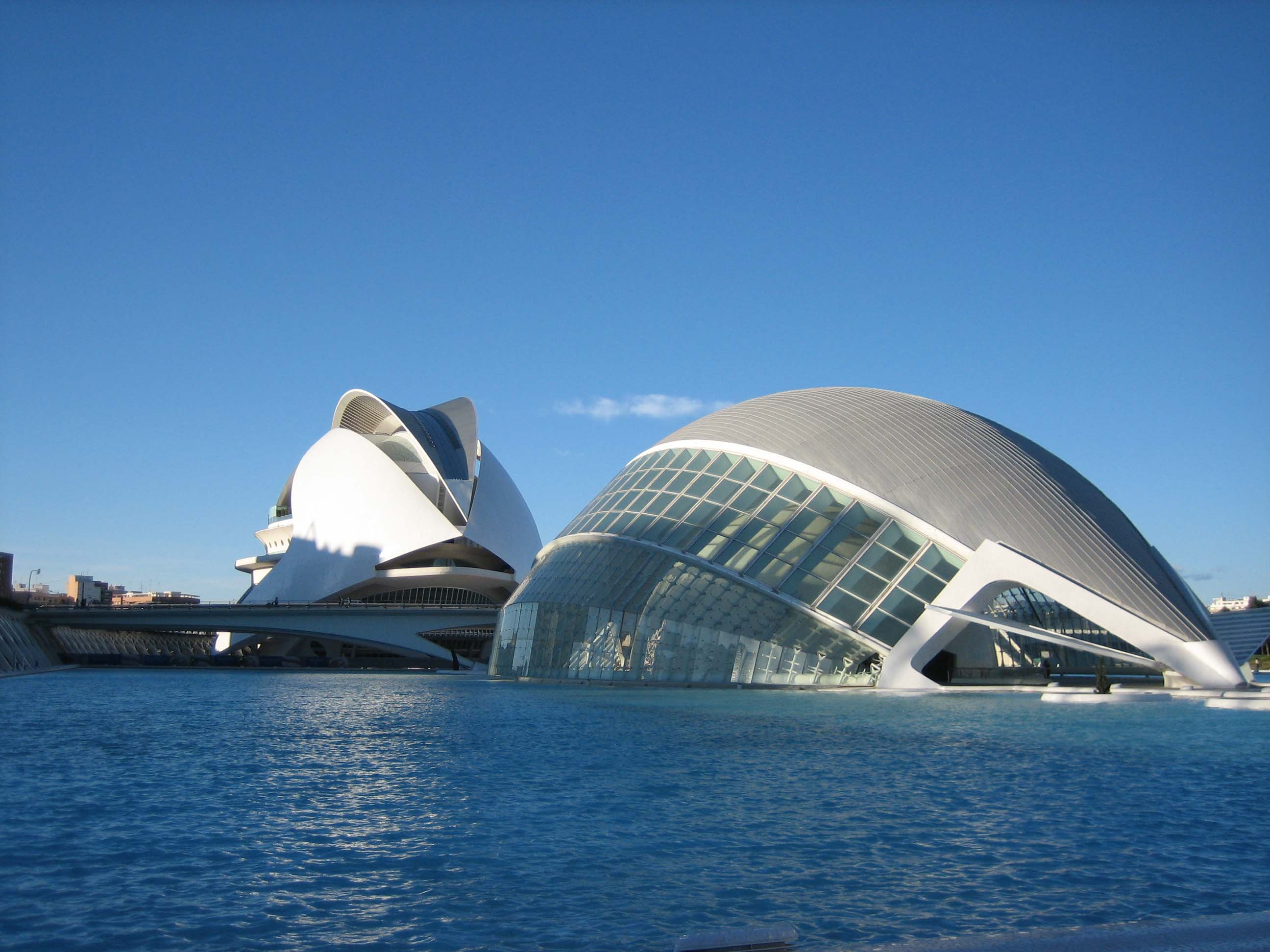
L'Hemisfèric mit Palau de les Arts
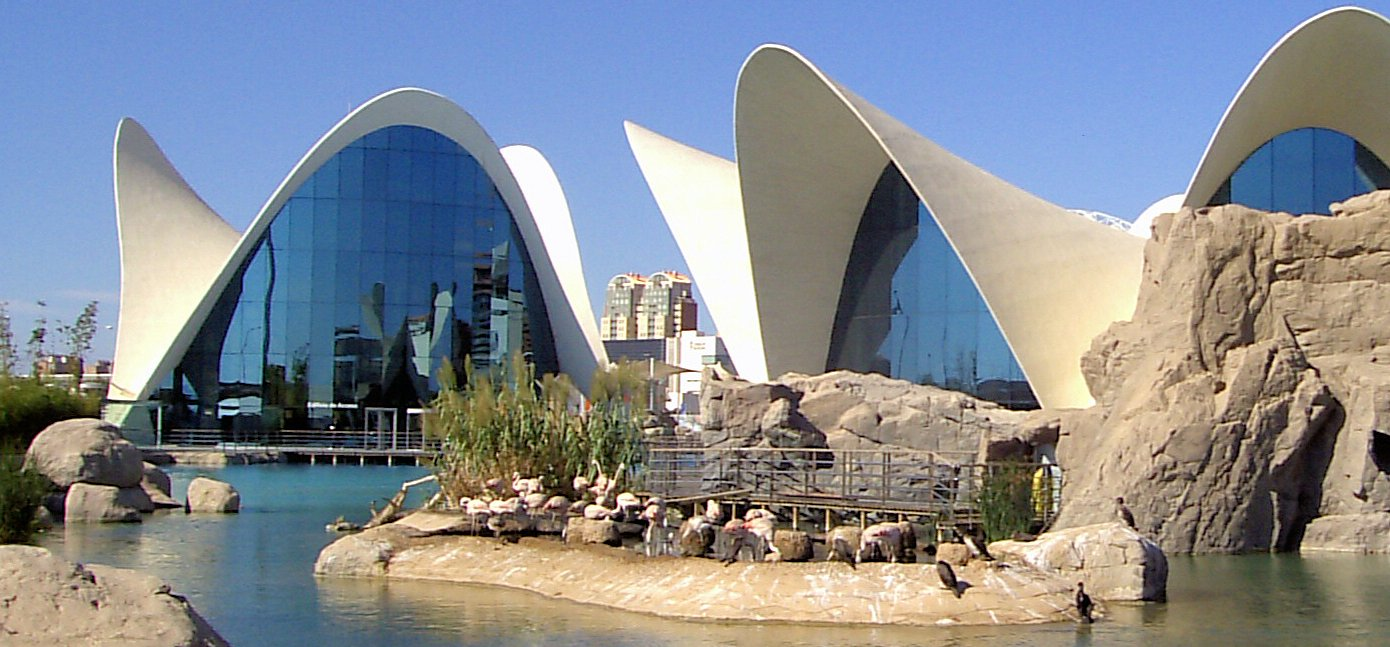
L'Oceanogràfic
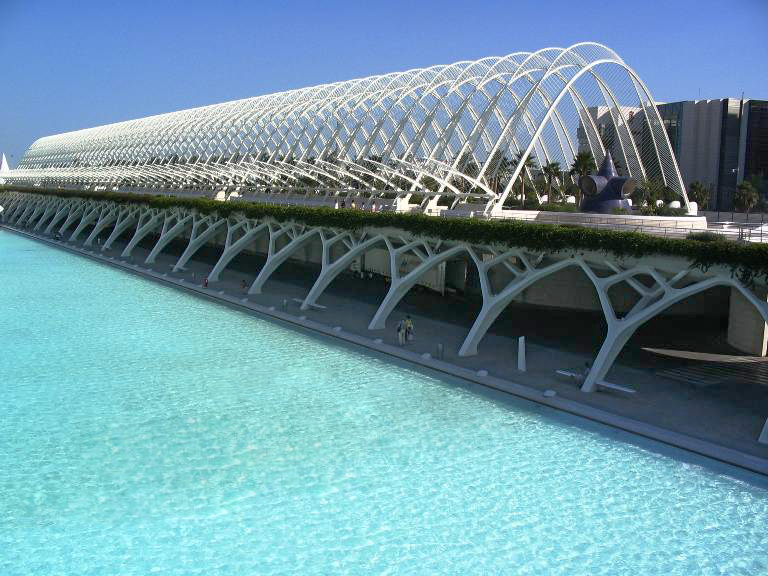
L'Umbracle
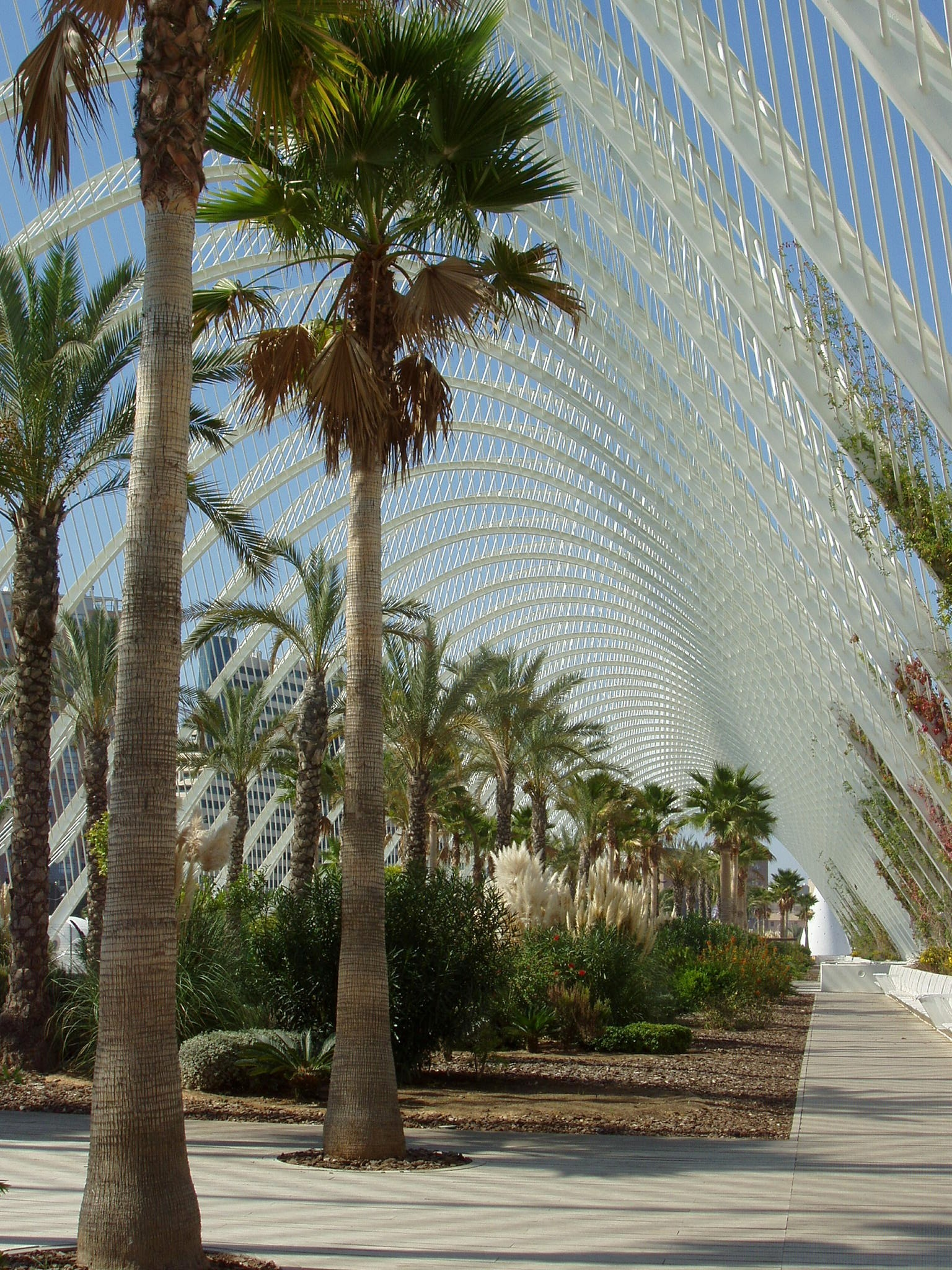
L'Umbracle: Innenansicht
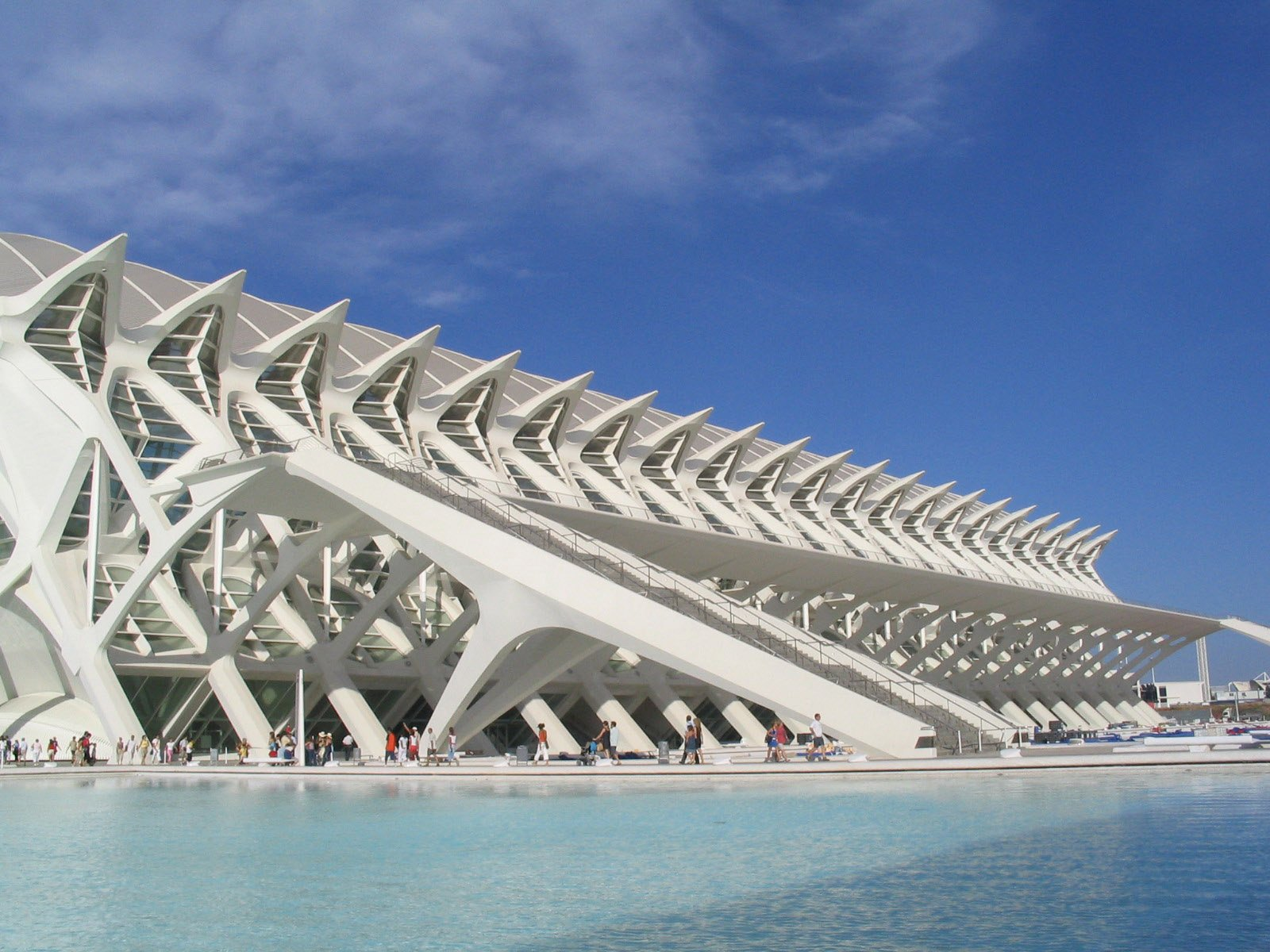
Museu de les Ciències Príncep Felip
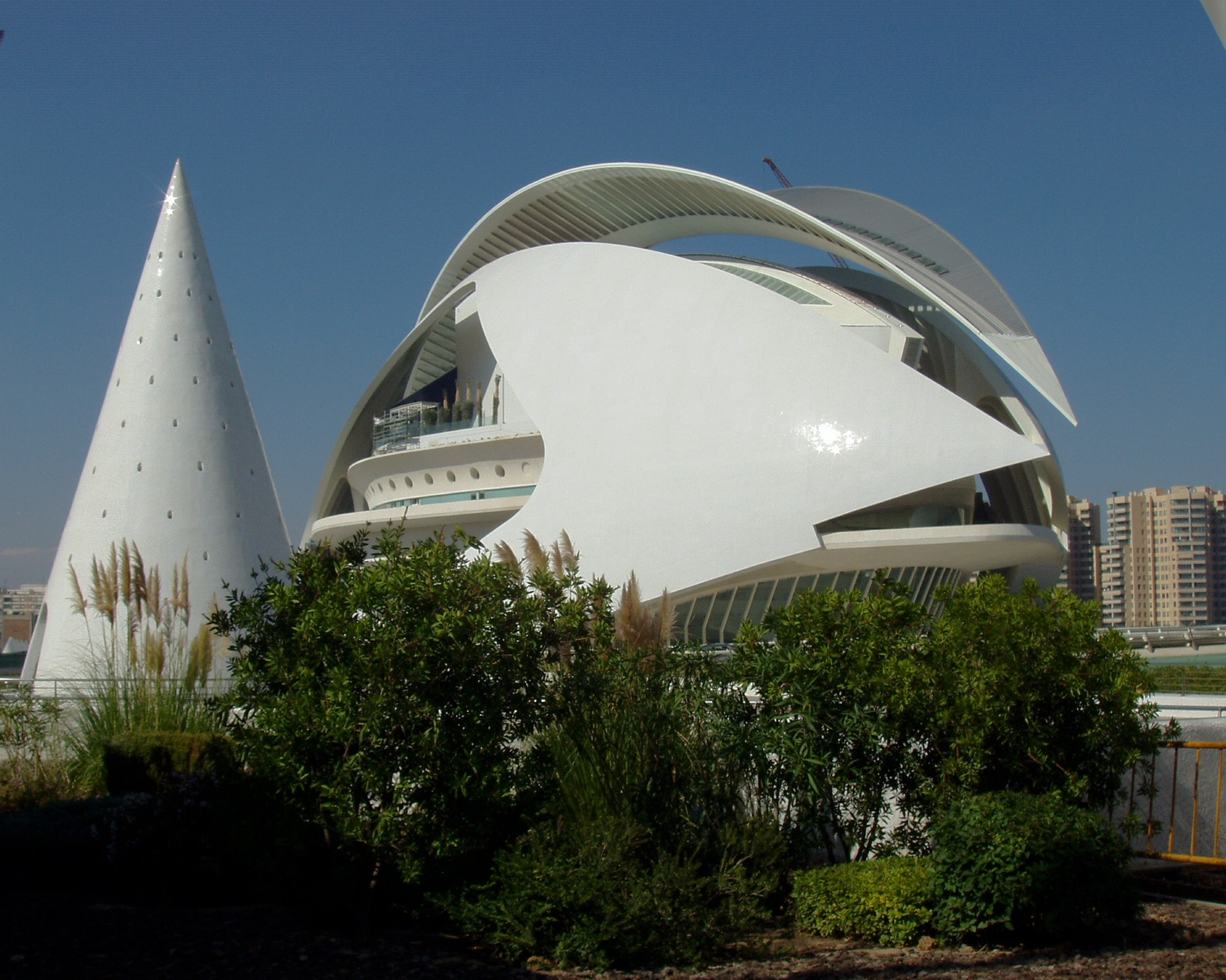
Palau de les Arts Reina Sofía